# برج سنترال بارك
برج سنترال بارك هو مشروع ناطحة سحاب سكني / تجاري يتم تطويره من قبل شركة إكستيل ديفلوبمنت ومجموعة شنغهاي الإستثمارية.
يقع البرج في ميدتاون مانهاتن،مانهاتن،نيويورك المبنى سيكون بأرتفاع 1550 قدمًا (472 مترًا) حتى السطح. عند اكتماله سيصبح البرج ثاني أطول برج في الولايات المتحدة.